# Scambus erythropygus
Scambus erythropygus là một loài tò vò trong họ Ichneumonidae.